# Friedrich Riechmann (General)
Friedrich-Wilhelm Riechmann (* 1943 in Plehnen, Ostpreußen) ist ein deutscher Generalleutnant außer Dienst des Heeres der Bundeswehr und war von 2001 bis 2004 der erste Befehlshaber des Einsatzführungskommandos der Bundeswehr.

Generalleutnant Riechmann (re.) beim Besuch der MNB (S) der KFOR im Jahr 2002. Links Brigadegeneral Wolf-Dieter Skodowski Kommandeur MNB(S)

## Militärische Laufbahn
Riechmann verpflichtete sich 1964 bei der Bundeswehr und ging zur Fallschirmjägertruppe. Er absolvierte von 1975 bis 1977 den 18. Generalstabslehrgang Heer an der Führungsakademie der Bundeswehr in Hamburg, wo er zum Offizier im Generalstabsdienst ausgebildet wurde. Zudem besuchte er die Führungsakademie der indischen Streitkräfte in Wellington (Tamil Nadu). Er hatte eine Vielzahl von Verwendungen inne, u. a.: stellvertretender Kommandeur des Kommandos Luftbewegliche Kräfte, Kommandeur der 14. Panzergrenadierdivision „Hanse“ in Neubrandenburg. Auch hat Riechmann eine große Einsatzerfahrung vorzuweisen. Vom Januar bis April 1996 war er Kommandeur des 1. deutschen IFOR-Kontingents in Bosnien und Herzegowina, von August 1996 bis Januar 1997 Kommandeur des 3. deutschen IFOR-Kontingents (Übergang zu SFOR) und Nationaler Befehlshaber im Einsatzgebiet.
Nach dem Kosovo-Krieg war Riechmann vom August bis November 1999 Kommandeur des 2. deutschen Heereskontingents KFOR und Nationaler Befehlshaber im Einsatzgebiet. Danach kommandierte er das IV. Korps in Potsdam und übernahm im Jahr 2001 das neu aufgestellte Einsatzführungskommando der Bundeswehr in Schwielowsee, welches alle deutschen Auslandseinsätze führte. Am 16. September 2004 schied Riechmann mit einem Großen Zapfenstreich aus der Bundeswehr aus.
Am 30. April 2005 wurde ihm die höchste Auszeichnung der US-Streitkräfte für Ausländer, das Legion of Merit, verliehen. Seit 2005 ist Riechmann Bundesbeauftragter für humanitäre Hilfe im Ausland der Johanniter-Unfall-Hilfe.
Riechmann ist verheiratet, evangelisch und hat einen Sohn.